# Felicjan Szczęsny Kowarski

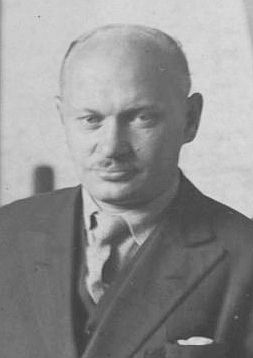
Im Jahr 1929

Felicjan Szczęsny Kowarski (* 1890 in Starosielce bei Białystok, Russisches Kaiserreich; † 1948 in Konstancin-Jeziorna bei Warschau) war ein polnischer Maler, Bildhauer und Hochschullehrer. Er ist für seine monumentalen und Wand- und Deckengemälde in Polen bekannt.

## Leben und Wirken
Von 1902 bis 1908 wurde er an der Kunstschule in Odessa im Malfach ausgebildet. Anschließend studierte er von 1910 bis 1918 Malerei an der Russischen Akademie der Künste in Sankt Petersburg unter Dmitri Nikolajewitsch Kardowski  sowie von 1918 bis 1920 an der Kunstakademie in München. Im Jahr 1920 kehrte er nach Polen zurück. Zunächst lebte er in Toruń. Hier leitete er zusammen mit Leonard Pękalski  das Kunststudio „Sztuka“ (deutsch: Kunst).

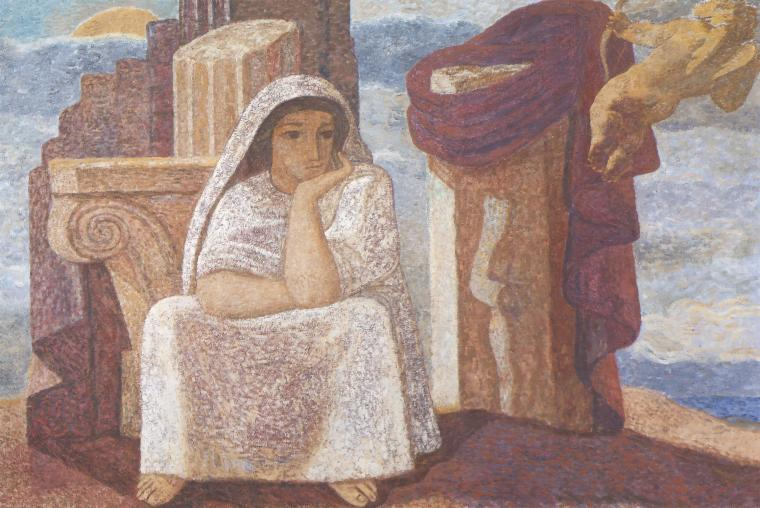
Elektra 1947

Von 1923 bis 1929 war er als Professor des Lehrstuhls für Dekorations- und Monumentalmalerei an der Kunsthochschule Krakau tätig. In Krakau wurde er Mitglied der dortigen Künstlergruppen „Rytm“, (deutsch: Rhythmus) „Pryzmat“ (deutsch: Prisma) und „Jednoróg“ (Deutsch: Einhorn). Ab 1930 übernahm er den Lehrstuhl für Staffeleimalerei an der Akademie der Bildenden Künste Warschau.
Kowarskis Stil lehnte sich an barocken und romantischen Kunstformen an. Monumentalistische, in Formensprache disziplinierte Werke waren charakteristisch für seine Arbeiten, die in Verbindung zu architektonischen Motiven oder in der Dekorationsmalerei entstanden. Er erhielt mehrfach große Aufträge zur Innenraum-Ausgestaltung, wie im Krakauer Wawel-Schlosses (Deckenmalerei, 1925–1929), im Jasna-Gora-Kloster (Wandmalerei, 1928–1929) und im polnischen Pavillon auf der Weltfachausstellung „Exposition International des Arts et Techniques dans la Vie Moderne“ in Paris im Jahr 1937 (Deckenmalerei). In der Staffeleimalerei bestimmten Landschaften und Figurenkompositionen seine Motive. In seiner „Krakauer Periode“ malte Kowarski vorwiegend Landschaften aus dem Gebiet um Ojców, wie die Bilder „Dolina Będkowska“ (deutsch: Będkowska-Tal), „Krajobraz z Ojcowa“ (deutsch: Landschaft von Ojców) und „O zachodzie“ (deutsch: Beim Sonnenuntergang).
Kowarski stellte in Krakau, Lemberg und Warschau wie auch mehrfach im Ausland (Wien, Venedig, Paris, Berlin) aus. Die Nationalmuseen in Krakau, Posen und Warschau (Gemälde „Proletariatczycy“) und die polnische Nationalbank haben seine Bilder angekauft. Für sein Deckengemälde im Krakauer Schloss (Halle unter den Vögeln) wurde er prämiert.
Eine seiner Schülerinnen war Zofia Matuszczyk-Cygańska. Ein Schüler war Jan Betley.